# Blaenau Ffestiniog
Blaenau Ffestiniog est une petite ville du pays de Galles, au Royaume-Uni. Administrativement, elle est la principale localité de la communauté de Ffestiniog, dans le Gwynedd.

## Histoire
Son développement, à partir du milieu du XVIIIe siècle, est lié à celui de l'industrie ardoisière au pays de Galles. Sa population passe de 3 461 à 11 274 habitants entre 1851 et 1881.